# 나디아 힐커
나디아 힐커(Nadia Hilker, 1988년 12월 1일 ~ )는 독일의 배우이다.

## 출연 작품
- 아우토반 (2016)
- 다이버전트 시리즈: 얼리전트 (2016)
- 스프링 (2014)